# Belgiens damlandslag i basket
Belgiens damlandslag i basket (franska: Équipe de Belgique de basket-ball féminin) representerar Belgien i basket på damsidan. Laget deltog första gången i Europamästerskapet 1950
År 2023 blev Belgien Europamästare, genom att besegra Spanien med 66–54 i Ljubljana. Vid 2025 års Europamästerskap försvarade man guldet. Återigen stod Spanien för finalmotståndet, då belgiskorna vann med 67–65 i Pireus.

### Fotnoter
1. ↑  Todor Krastev (29 juni 1950). ”Women Basketball II European Championship 1950 Budapest (HUN) - 14-20.05 Winner Soviet Union” (på engelska). Sport Statistics. Arkiverad från originalet den 3 juli 2015. https://web.archive.org/web/20150703185316/http://todor66.com/basketball/Europe/Women_1950.html. Läst 23 juni 2015.
2. ↑  Nils Rahm (25 juni 2023). ”Historiskt EM-guld till Belgien” (på svenska). SVT Sport. https://www.svt.se/sport/basket/spanien-belgien-basket-em. Läst 29 juni 2025.
3. ↑  Erik Segerström (29 juni 2025). ”Belgien vann basket-EM” (på svenska). SVT Sport. https://www.svt.se/sport/basket/belgien-vann-basket-em-efter-galen-vandning. Läst 29 juni 2025.